# Torneo Interbritannico 1963
Il Torneo Interbritannico 1963 fu la sessantottesima edizione del torneo di calcio conteso tra le Home Nations dell'arcipelago britannico. Il torneo fu vinto dalla Scozia. 

## Risultati
| Data             | Luogo   | Squadra 1        | Risultato | Squadra 2        |
| ---------------- | ------- | ---------------- | --------- | ---------------- |
| 20 ottobre 1962  | Belfast | Irlanda del Nord | 1 - 3     | Inghilterra      |
| 20 ottobre 1962  | Cardiff | Galles           | 2 - 3     | Scozia           |
| 7 novembre 1962  | Glasgow | Scozia           | 5 - 1     | Irlanda del Nord |
| 21 novembre 1962 | Londra  | Inghilterra      | 4 - 0     | Galles           |
| 3 aprile 1963    | Belfast | Irlanda del Nord | 1 - 4     | Galles           |
| 6 aprile 1963    | Londra  | Inghilterra      | 1 - 2     | Scozia           |

## Classifica
| Pos | Squadra          | Pti | G | V | N | P | GF | GS |
| --- | ---------------- | --- | - | - | - | - | -- | -- |
| 1   | Scozia           | 6   | 3 | 3 | 0 | 0 | 10 | 4  |
| 2   | Inghilterra      | 4   | 3 | 2 | 0 | 1 | 8  | 3  |
| 3   | Galles           | 2   | 3 | 1 | 0 | 2 | 6  | 8  |
| 4   | Irlanda del Nord | 0   | 3 | 0 | 0 | 3 | 3  | 12 |